# Unsere Liebe Frau von Tschenstochau (Krępcewo)

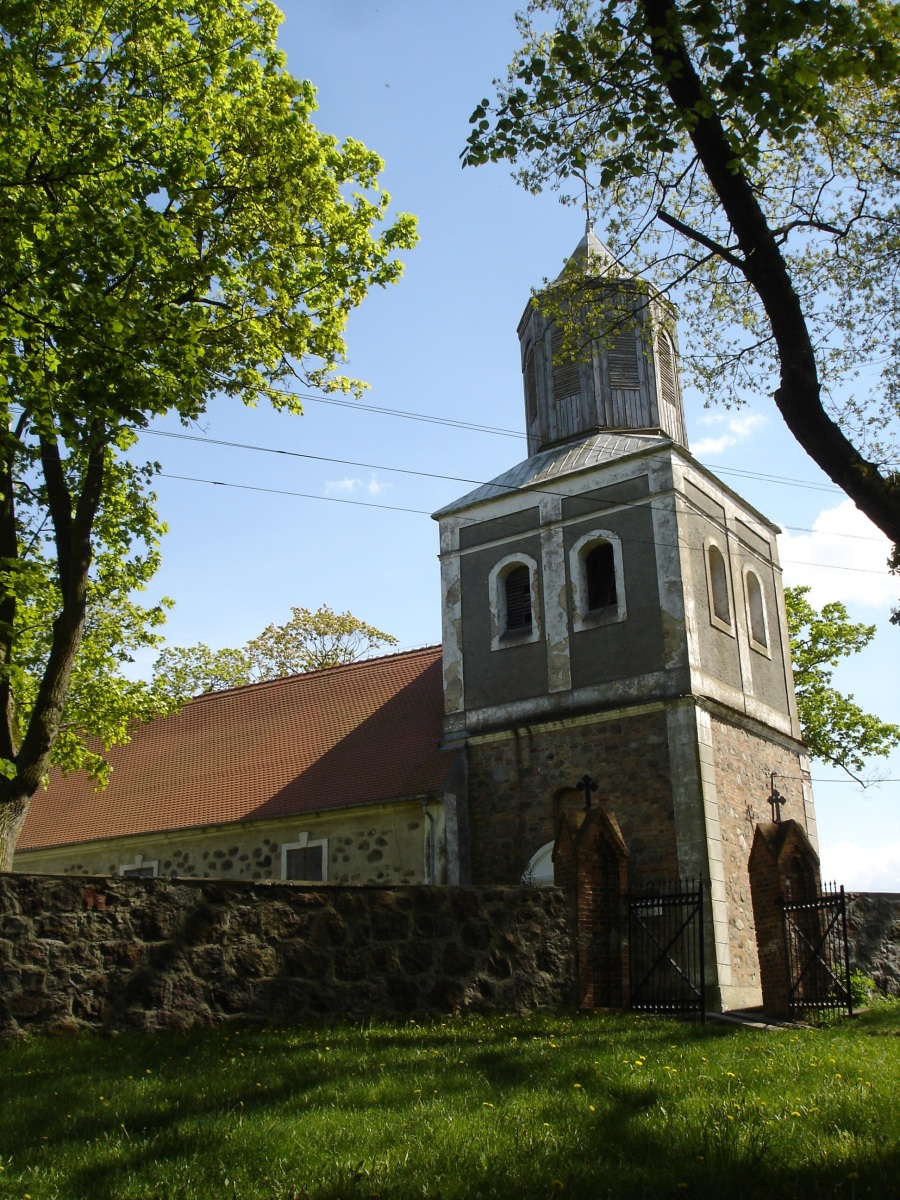
Unsere Liebe Frau von Tschenstochau Krępcewo (Kremzow)

Die römisch-katholische Kirche Unsere Liebe Frau von Tschenstochau (polnisch Kościół Matki Bożej Częstochowskiej) ist Filialkirche in Krępcewo. Die Kirche gehört zur Pfarrgemeinde Unserer Lieben Frau vom Rosenkranz aus Rzeplino (Repplin).
Teile der Kirche stammen noch aus dem Mittelalter, doch wurde die Kirche Anfang des 18. Jahrhunderts stark überformt.  Die Kirche ist ein auf rechteckigem Grundriss errichteter Findllingsbau. Gemäß dem Dehio-Handbuch von 1906 hatte die Kirche eine nach provinziellem Maß bedeutende Ausstattung, unter anderem die Gemälde eines gotischen Altars und ein Stifterbild der Wedel von Martin Redtel, ein von Wedelsches Epitaph von 1615 mit derb lebendigen Porträtfiguren aus Marmor, dazu ein trophäengeschmücktes Epitaph von 1741, eine prächtige Barockkanzel, Altaraufsätze von 1607 und 1797, eine bemalte Holztaufe, sowie eine geschnitzte und bemalte Holzdecke. Die meisten der Stücke haben die Wirren der Mitte des letzten Jahrhunderts und die polnisch-kommunistische Übernahme der Region überstanden. Auch eine vorreformatorische Sakramentsnische in der Ostwand ist hervorzuheben. Jedoch fehlt an der Kanzel die ursprüngliche Trägerfigur, und dem Epitaph von 1615 fehlen die Marmorfiguren. Auch Gestühl, Westempore,  die Patronatsloge vom Ende des 18. Jahrhunderts, wesentliche Teile des Altaraufsatzes und die Holzdecke sind erhalten. Der Altaraufsatz von 1607 hat die Form eines Triptychons mit einer Anbetung der heiligen drei Könige im Hauptteil, links flankiert von einer Darstellung der Auferstehung, und rechts von einer der Himmelfahrt. Anhand der deutschsprachigen  Einsetzungsworte in der Predella ist das Stück sehr gut in seiner ehemaligen Funktion als Retabel erkennbar.